# ديكلوفيناك/ميزوبروستول
ديكلوفيناك/ميزوبروستول (بالإنجليزية: Diclofenac/misoprostol)‏ واسمه التجاري أرثروتك (بالإنجليزية: Arthrotec)‏، هو مُركب صيدلي يحتوي على:
- ديكلوفيناك الصوديوم: دواء غير ستيروديدي مضاد للالتهاب مع خصائصَ مُسكنة.
- ميزوبروستول: مضاهئ بروستاغلاندين E1 المحصن للمخاط المعدي المعوي.

يتوافر هذا المركب في المملكة المتحدة بتركيزين دوائيين، ويُسوق بواسطة فارماسيا ويُستعمل في الطب الوقائي ضد القرحة الهضمية في الشريان المعدي الإثنا عشري المُحرض بواسطة دواء لاستيرويدي مضاد للالتهاب في المرضى الذين يحتاجون الديكلوفيناك للفصال العظمي والتهاب المفاصل الروماتويدي.
يجب عدم تناول الأرثروتك أثناء الحمل، وذلك لأنهُ قد يُشوه أو يضر بالجنين الحي، أو قد يؤدي إلى إجهاضٍ تلقائي، وقد يكون ذلك مصحوبًا بنزيفٍ خطير، وقد يتطلب تدخلًا جراحيًا وأيضًا قد يؤدي إلى الوفاة أو العقم. اعتبارًا من عام 2015، كانت تكلفة هذا الدواء في الولايات المتحدة أكثر من 200 دولار أمريكي شهريًا.

## في المغرب
قَررت وزارة الصحة المغربية وقف ترخيص بيع دواء أرثروتك وسحبه من الصيدليات المغرب، وذلك لأنَّ النساء تستعملنهَ في الإجهاض السري، وأغضب هذا القرار الهيئات الحُقوقية التي تُدافع عن الحريات الفردية في المغرب.
خرجت الحركة البديلة للدفاع عن الحريات الفردية في المغرب، للتعبير عن احتجاجها على قرار وزارة الصحة، حيثُ ذكرت الحركة أنهُ بعدَ سحب الدواء من الأسواق، قد تصبح النساء الراغبات في الإجهاض مجبراتٍ على التوجه نحو طرق أخرى لوقف الحمل غير المرغوب فيه، ومنها الطرق الجراحية، التي لا تخلو من الأخطار عندما تمارس خارج القانون، ويتم تنفيذها من طرف أطر صحية غير مهنية، أو في أماكن غير مهيأة لإجراء عمليات طبية من هذا النوع، كما أكد رئيس الجمعية المغربية لمحاربة الإجهاض السري البروفيسور شفيق الشرايبي، أنَّ هذا الدواء يُستعمل في الإجهاض السري، موضحًا أنه في الأساس وُجد لعلاج آلام المفاصل والروماتيزم.